# Rodniki
Rodniki (en russe : Родники) est une ville de l'oblast d'Ivanovo, en Russie, et le centre administratif du raïon de Rodniki. Sa population s'élevait à 25 380 habitants en 2014.

## Géographie
Rodniki est située à 47 km au nord-est d'Ivanovo et à 295 km au nord-est de Moscou.

## Histoire
Le village de Rodniki est connu depuis 1606 et a le statut de ville depuis 1918.
En 1977, a été construit près de Rodniki un mât de télévision haut de 350 m, qui est l'un des plus élevés de Russie. 57° 05′ 24″ N, 41° 44′ 02″ E

## Population
Recensements (*) ou estimations de la population
| 1926*  | 1939*  | 1959*  | 1970*  | 1979*  | 1989*  |
| ------ | ------ | ------ | ------ | ------ | ------ |
| 15 446 | 26 996 | 29 282 | 30 002 | 30 637 | 32 088 |

| 2002*  | 2006   | 2010*  | 2012   | 2013   | 2014   |
| ------ | ------ | ------ | ------ | ------ | ------ |
| 28 447 | 27 706 | 26 318 | 25 946 | 25 680 | 25 380 |